# Icaco
Icaco, ikako eller kokosplommon (Chrysobalanus icaco) är en växtart i släktet Chrysobalanus och familjen Chrysobalanaceae. Den beskrevs av Carl von Linné i Species plantarum 1753.

## Beskrivning
Icaco är en buske eller ett litet träd, omkring 2–3 meter högt, med plommonstora stenfrukter som kan vara röda, gula eller svarta.

## Utbredning och habitat
Icaco växer vilt i Amerika från Florida, Centralamerika och Karibien till östra Brasilien, samt från Västafrika till Zambia. Den förekommer även i odling. Arten föredrar ett fuktigt, tropiskt klimat.

## Användning
Stenfrukterna, icaco eller cocoa-plum, är en omtyckt bordsfrukt. Frukten har en tämligen fadd smak i rått tillstånd, men är välsmakande kokt med socker. Av kärnorna kan man tillverka olja. Träet används även till bränsle.